# Frank Dillane
Frank Dillane (East Sussex, Inglaterra, 21 de abril de 1991) é um ator britânico. É mais conhecido por interpretar Tom Riddle em Harry Potter and the Half-Blood Prince e Nicholas "Nick" Clark na série Fear The Walking Dead do canal AMC.

## Infância
Dillane é filho de dois atores, Stephen Dillane e Naomi Wirthner, e tem um irmão mais novo, Seamus Dillane, nascido em 1998. Se formou em junho de 2009, na escola Michael Hall School.

## Carreira
Seu primeiro trabalho no cinema foi no papel de Christopher Henderson em Welcome to Sarajevo, em 1997, mas o de maior destaque veio em 2009 com o filme Harry Potter and the Half-Blood Prince no qual encenava Tom Marvolo Riddle adolescente. Neste filme ele precisou usar uma lente de contato de cor azul, pois seus olhos são castanhos. O papel breve, mas de destaque, conferiu à Frank Dillane uma aparição maior à sociedade. Não era por menos, considerando que o filme de Harry Potter alcançou grande magnitude no imaginário infanto juvenil de milhares de jovens. Em 2015, fez um papel secundário na série Sense8, interpretando Shugs, um amigo drogado de Riley. No mesmo ano de 2015, o ator também participou do filme No Coração do Mar, interpretando o primo do capitão Georg Pollard, Jr, o jovem Owen Coffin. Entre 2015 e 2018, fez parte do elenco principal do spin off de The Walking Dead, Fear The Walking Dead, interpretando Nicholas "Nick" Clark.